# Хамід Ісмаїл
Хамід Ісмаїл (араб. حامد إسماعيل, нар. 12 вересня 1987, Доха) — катарський футболіст, захисник клубу «Аль-Садд» і національної збірної Катару, у складі якої — володар Кубка Азії 2019 року.

## Клубна кар'єра
У дорослому футболі дебютував 2004 року виступами за команду клубу «Аль-Арабі», в якій провів п'ять сезонів, взявши участь у 74 матчах чемпіонату. 
Своєю грою за цю команду привернув увагу представників тренерського штабу клубу «Аль-Райян», до складу якого приєднався 2009 року. Відіграв за цю команду наступні п'ять сезонів своєї ігрової кар'єри, згодом частину 2014 року провів в оренді в «Аль-Садді», після чого ще один сезон провів в «Аль-Райяні», а наступний — був знову орендований «Аль-Саддом».
2017 року повернувся до клубу «Аль-Арабі», в якому починав свою кар'єру, проте мав проблеми з ігровою практикою, і на початку 2018 року перейшов до «Аль-Садда».

## Виступи за збірні
Протягом 2008–2011 років залучався до складу молодіжної збірної Катару. На молодіжному рівні зіграв у 5 офіційних матчах, забив 3 голи.
2008 року дебютував в офіційних матчах у складі національної збірної Катару.
У складі збірної був учасником домашнього кубка Азії 2011 року, а згодом —  кубка Азії 2019 року в ОАЕ. По ходу останнього турніру двічі виходив на поле, причому у півфінальній грі проти господарів змагання, еміртаців, вийшов на другій доданій до основного часу зустрічі хвилині, чого йому вистачило аби забити свій перший гол у формі національної збірної і встановити остаточний рахунок гри — 4:0 на користь катарців. Його ж команда виграла усі сім матчів турніру із сукупним рахунком 19:1 і уперше в своїй історії стала чемпіоном Азії. 
| Дата       | Місто    | Господарі      | Результат | Гості | Турнір                     | Голи | Примітки |
| ---------- | -------- | -------------- | --------- | ----- | -------------------------- | ---- | -------- |
| 13-01-2019 | Аль-Айн  | Північна Корея | 0 – 6     | Катар | Кубок Азії 2019 - 1-й етап | -    | 74'      |
| 29-01-2019 | Абу-Дабі | Катар          | 4 – 0     | ОАЕ   | Кубок Азії 2019 - півфінал | 1    | 90+2'    |
| Усього     |          | Матчів         | 2         |       | Голів                      | 1    |          |

## Досягнення
- Чемпіон Катару (2):

«Ар-Райян»: 2015-16
«Ас-Садд»: 2018-19
«Ад-Духаїль»: 2011–12, 2013-14, 2014-15, 2016-17, 2017-18, 2019-20
- Володар Кубка Еміра Катару (7):

«Ар-Райян»: 2010, 2011, 2013
«Ас-Садд»: 2015, 2017
«Аль-Арабі»: 2023
«Аль-Гарафа»: 2025
- Володар Кубка наслідного принца Катару (2):

«Ар-Райян»: 2012
«Ас-Садд»: 2017
- Володар Кубка шейха Яссіма (4):

«Аль-Арабі»: 2008
«Ар-Райян»: 2013
«Ас-Садд»: 2014, 2019
Збірні
- Володар Кубка Азії (1): 2019